# Theodor Nottebaum
Theodor Nottebaum (* 21. Juli 1909 in Westönnen; † 8. November 1964) war Bürgermeister der Stadt Werl vom 15. September 1946  bis zum 10. Mai 1949, er gehörte der Zentrumspartei an.

## Leben
Nottebaum wurde als Sohn eines Eisenbahners geboren. Er besuchte bis zur Obersekunda das Mariengymnasium in Werl. Das Abitur machte er im niederländischen Steyl an der deutschen Auslandsschule. Er absolvierte eine Ausbildung zum Verlagsbuchhändler und arbeitete für einen Werler Verlag. Während des Krieges war er zuerst UK gestellt, später war er bei der Standortverwaltung Soest dienstverpflichtet.
Nottebaum war der erste demokratisch gewählte Bürgermeister in der Nachkriegszeit. Die Wahl brachte ihm eine knappe Mehrheit im Stadtrat, 11 Sitze bekam die Zentrumspartei, 5 Sitze die SPD und 5 Sitze die CDU.
Er war Nachfolger des von der amerikanischen Besatzungsmacht eingesetzten Johann Heinrich Lennartz, Lennartz war unter Nottebaum Stadtdirektor.
Nottebaum trat am 10. Mai 1949 vom Amt zurück
Vom 3. Dezember 1945 bis 1952 Mitglied des Kreistages, von Dezember 1945 bis 1946 als Fraktionsvorsitzender.
Nach Beendigung der politischen Tätigkeit war Nottebaum selbstständiger Kaufmann.